# Justin Kabumba Katumwa
Ne doit pas être confondu avec l'homme politique congolais Justin Kalumba Mwana Ngongo.
Pour les articles homonymes, voir Justin.
Justin Kabumba Katumwa, né le 10 juin 1994 à Bukavu, est un journaliste congolais et grand reporter de télévision travaillant depuis 2022 comme correspondant de France 24 et l’agence de presse Associated Press à l’est de la République démocratique du Congo,.

## Biographie

### Enfance et éducation
Justin Kabumba est né le 10 juin 1994 à Bukavu. Fils d’un homme d’affaires et chef coutumier Batumike Pierre (décédé en 2021) et de Thérèse M’Rubane, il fait ses études secondaires jusqu’à l’obtient son diplôme d'État, l’équivalent au baccalauréat français, à Goma dans l’est de la République démocratique du Congo. 
En 2018, il obtient son diplôme de licence en gestion de développement à l'Institut supérieur d'informatique et de gestion de Goma, et ensuite poursuit une formation en journalisme à l'académie des sciences de l'information et de la communication du Kivu,. 

### Carriere

#### Presse écrite
Justin Kabumba commence sa carrière en 2015 à la radio Télévision Graben (RTGB-Goma) après un stage professionnel à la Radio-Télévision nationale congolaise. Il rejoint ensuite la Radio Maria de Goma en tant que rédacteur en chef. Son influence dans le secteur des medias congolais et sur les réseaux sociaux, il travaille comme correspondant République démocratique du Congo de la télévision panafricaine Afrique Média TV et au Nord-Kivu du site d'information congosythese.com.
En 2018, il devient correspondant pigiste de l'agence de presse américaine Associated Press et, deux ans après, correspondant des chaines télévisions française France 24 et israélienne i24 news.

#### Grand reportage
Justin Kabumba s'est fait connaître pour ses reportages en direct de la ligne de front dans la guerre de l’est de la République démocratique du Congo, couvrant les affrontements entre les forces armées de la république démocratique du Congo et les rebelles du Mouvement du 23 mars au Nord-Kivu, les milice Maï-Maï au Sud-Kivu et les Alliance des forces démocratiques pour la libération du Congo en Ituri,.
Il a également realisé des reportages sur des crises liées à la santé pour l’épidémie d’Ebola, la pandémie du Covid-19 et l'épidémie de variole du singe pour l'Associated Press et la BBC, des catastrophes naturelles comme l'éruption du volcan Nyiragongo en 2021 pour la France 24, la TV5 Monde et l'Agence France-Presse, ainsi que des rencontres avec des personnalités congolaises telques le president Félix Tshisekedi, Moïse Katumbi et le prix Nobel de la paix 2018 Denis Mukwege,,,.

## Recompenses
- 2021: Prix Espoir COEXI, décerné par Congo Excellence Internationale (COEXI) en reconnaissance de son travail professionnel[14].
- 2021: Prix de l'Église Catholique, décerné par la diocèse de Goma, pour son travail pendant les journées diocésaines des jeunes[15].
- 2024: Prix Patriote en Or, décerné par la nouvelle dynamique société civile à Bukavu.

## Films et documentaires
- 2023: Les reliquats du Kivu[16].